# يوم فكتوريا
يوم فكتوريا (بالإنجليزية: Victoria Day) (بالفرنسية: Fête de la Reine) هو يوم عطلة رسمية في أغلب أنحاء كندا (ما عدا بعض المقاطعات مثل كيبك ونيو برونزويك ونوفا سكوشا) يتم الاحتفال به في يوم الاثنين الأخير الذي يسبق تاريخ 25 مايو من كل سنة. في بادئ الأمر، كان يوم فكتوريا يمثل احتفالًا رمزياً بعيد الميلاد الرسمي للملكة فيكتوريا، ثم ما لبت وأن تغير مضمون اليوم من يوم يمثل عيد ميلاد الملكة الرسمي إلى يوم يحتفل فيه بولادة العهد الملكي في كندا.
في بادي الأمر، احتفل الكنديون بيوم ميلاد الملكة فكتوريا والذي كان في 24 مايو من عام 1819، وهي التي حكمت الإمبراطورية البريطانية من عام 1837 حتى وفاتها عام 1901. دائماً كا كان العيد احتفالًا كنديًا مميزًا ويحتفل به في جميع أنحاء كندا. أعلنت فيكتوريا داي عطلة كندية من قبل الحكومة في عام 1845 حتى قبل تأسيس كندا بنظامها الفيدرالي، ويتم الاحتفال بها لدورها الهام جداً في إنشاء كندا. فالملكة فيكتوريا كانت ملكة بريطانيا العظمى عندما أصبحت كندا تابعة لها في عام 1867، واختارت بنفسها مدينة أوتاوا عاصمة لكندا. ففي عام 1845 أعلنت الحكومة الكندية يوم فكتوريا كعطلة رسمية كندية. وعندما توفيت الملكة فكتوريا عام 1901، أطلق البرلمان الكندي رسمياُ على هذه العطلة اسم يوم فكتوريا. في عام 1952، إتخذت الحكومة قراراً بالبدء في الاحتفال بيوم فيكتوريا في 24 مايو أو يوم الإثنين قبل ذلك التاريخ؛ وهو يوم الاثنين القبل الأخير من شهر مايو.
من الجدير بالذكر أنه منذ عام 2003، تحتفل مقاطعة كيبك في هذا اليوم بـ يوم الوطنيين (بالفرنسية: Journée nationale des) عوضاً عن يوم فيكتوريا؛ بعد أن تبنت حكومة كيبك رسمياً هذا القرار. من أجل «إبراز نضال الوطنيين بين عامي 1837-1838 من أجل الاعتراف بالحقوق الوطنية للشعب الكندي، ومن أجل الحرية السياسية وتحقيق نظام حكم ديمقراطي». في السابق ومنذ عام 1920، كان يطلق على يوم فكتوريا بـ يوم دولارد (بالفرنسية: Fête de Dollard)، تكريماً لأحد الأبطال الكنديين الناطقين بالفرنسية.
```
والهدف من هذا الاحتفال هو التعبير عن عدم الاعتراف بعطلة ملكة بريطانيا التي يتم الاحتفال بها في ذلك التاريخ. ويسلّط هذا الضوء على اختلاف الآراء السياسية عبر كندا.
[
8
]
```

يعتبر يوم فكتوريا بشكل غير رسمي بداية موسم الصيف في كندا. ويتم الإحتفال بهذا اليوم من خلال المسيرات والفعاليات والأنشطة الخارجية مثل التخييم وعروض الألعاب النارية. في هذا اليوم، تغلق المدارس الرسمية والمكاتب الحكومية والبنوك ومكاتب البريد ومعظم الشركات الأخرى أبوابها. بينما المعالم السياحية والمطاعم والمتاجر الصغيرة فالعديد منها يبقى مفتوحاً.